# Cima della Rena
La Cima della Rena (Sandspitz in tedesco) è un monte dei monti di Fundres situato tra la Val di Nebbia, la Valle di Valles e la Val di Vizze, alto 2755 metri.
È situato nella parte a nord della Val di Nebbia, nella sua giuntura con la Val di Valles, prossimo al Picco della Croce da cui è separato dalla Forcella di Rena (Sandjoch, 2642 m), che permette di raggiungere la Val di Vizze.